# 松浜町 (新潟市)
- 日本 > 新潟県 > 新潟市 > 北区 (新潟市) > 松浜町 (新潟市)
- 日本 > 新潟県 > 新潟市 > 東区 (新潟市) > 松浜町 (新潟市)

松浜町（まつはまちょう）は、新潟県新潟市北区および東区の町字。郵便番号は北区が950-3121、東区は950-0001。

## 概要
1954年（昭和29年）から現在の町名。阿賀野川河口に位置する。
もとは江戸時代から1954年（昭和29年）まであった松ヶ崎浜村の区域。1968年（昭和43年）から1983年（昭和58年）にかけて一部が向陽、下山、太平、根室新町、松浜などが分立し、2007年（平成19年）の新潟市の政令市移行により北区と東区の町字となる。

### 隣接する町字
北から東回り順に、以下の町字と隣接する。
北区
- 太夫浜
- 松浜東町

※新井郷川を挟んで松浜と隣接。
東区
- 下山
- 根室新町
- 太平
- 河渡新町
- 河渡
- 船江町

※阿賀野川を挟んで松浜みなと、松浜と隣接。

## 歴史

### 分立した町字
1968年（昭和43年）以後に、以下の町字が分立。
向陽 (こうよう)
1973年（昭和48年）から、現在まである新潟市東区の町名。1丁目から3丁目がある。かつては松林だったが、1964年（昭和39年）の新潟地震後に宅地化された。
下山 (したやま)

1979年（昭和54年）から、現在まである新潟市東区の町名。町名は字名によるものとされ、松ヶ崎浜村発祥の地とされる。
太平 (たいへい)
1968年（昭和43年）から、現在まである新潟市東区の町名。1丁目から4丁目がある。第二次世界大戦以前は一部が畑となっていた他は松林だったが、1964年（昭和39年）の新潟地震後に宅地化された。町名は、三菱金属（現：三菱マテリアル）の旧称である太平鉱業にちなむ。
根室新町 (ねむろしんまち)
1968年（昭和43年）から、現在まである新潟市東区の町名。町名の由来は、松浜町字下山にあった「ねむろ」という集落にちなむ。
松浜 (まつはま)

1972年（昭和47年）から、現在まである新潟市北区の町名。1993年（平成5年）10月4日に一部が松浜8丁目となる
松浜本町 (まつはまほんちょう)
新潟市北区にある町名。1991年（平成3年）10月7日に町名が施行された。
松浜東町 (まつはまひがしまち)
新潟市北区にある町名。1996年（平成8年）11月5日に町名が施行された。
松浜みなと (まつはまみなと)
新潟市北区にある町名。1993年（平成5年）10月4日に町名が施行された。

### 年表
- 1954年（昭和29年）4月5日 : 合併により新潟市の町字となる。
- 1964年（昭和39年）6月6日：昭和天皇、香淳皇后が第19回国民体育大会開催に合わせて県内を行幸啓。日本瓦斯化学（現、三菱ガス化学）松浜工場を視察[14]。
- 2007年（平成19年）4月1日 : 新潟市の政令指定都市移行により、北区の町字となる。

## 世帯数と人口
2018年（平成30年）1月31日現在の世帯数と人口は以下の通りである。
| 区   | 大字   | 世帯数 | 人口 |
| ---- | ------ | ------ | ---- |
| 北区 | 松浜町 | 38世帯 | 48人 |

## 小・中学校の学区
市立小・中学校に通う場合、学区は以下の通りとなる。
| 番地           | 小学校             | 中学校             |
| -------------- | ------------------ | ------------------ |
| 1～2642番地    | 新潟市立下山小学校 | 新潟市立下山中学校 |
| 2643～3824番地 | 新潟市立松浜小学校 | 新潟市立松浜中学校 |

## 主な企業・施設

### 北区
- 三菱ガス化学 新潟工場

### 東区
- 新潟市消防局 新潟市東消防署 空港前出張所

## 交通

### 空路
- 新潟空港（所在は東区。滑走路の一部は船江町）